# Мера (Иран)
Мера (перс. مراء‎) — село на севере Ирана, в остане Тегеран. Входит в состав шахрестана Демавенд. Является административным центром дехестана (сельского округа) Терруд бахша Меркези.

## География
Село находится в восточной части остана, в долине реки Рудханейе-Демавенд, к югу от автодороги 79, на расстоянии приблизительно 3 километров (по прямой) к югу от города Демавенд, административного центра шахрестана. Абсолютная высота — 1771 метр над уровнем моря.

## Население
По данным переписи 2006 года население села составляло 815 человек (411 мужчин и 404 женщины). В Мере насчитывалось 238 домохозяйств. Уровень грамотности населения составлял 71,4 %. Уровень грамотности среди мужчин составлял 75,4 %, среди женщин — 67,3 %.
В 2016 году в селе имелось 359 домохозяйств и проживал 1081 человек (580 мужчин и 501 женщина).